# Парабель (село)
Парабе́ль (нар. южносельк. Варӷ кара́ — большое село) — село в Томской области России. Административный центр Парабельского района и Парабельского сельского поселения.

## География
Парабель находится в месте соединения протокой Полой рек Парабель и Обь. Координаты: 58°42′ с. ш. 81°29′ в. д..

Климат в селе Парабель близок к умеренно-холодному. В течение года выпадает значительное количество осадков, даже во время самых засушливых месяцев. По классификации климатов Кёппена — субарктический (индекс Dfc) с коротким летом и постоянным увлажнением в течение года. По классификации Алисова — внутриконтинентальный умеренный климат.
| Показатель                                                              | Янв.  | Фев.  | Март  | Апр.  | Май   | Июнь | Июль | Авг. | Сен. | Окт. | Нояб. | Дек.  | Год  |
| ----------------------------------------------------------------------- | ----- | ----- | ----- | ----- | ----- | ---- | ---- | ---- | ---- | ---- | ----- | ----- | ---- |
| Абсолютный максимум, °C                                                 | 3,6   | 7,0   | 15,5  | 25,7  | 34,0  | 33,8 | 33,3 | 34,8 | 30,0 | 21,3 | 14,1  | 5,0   | 34,8 |
| Средний суточный максимум, °C                                           | −15,8 | −13,9 | −4    | 4,4   | 13,1  | 21,1 | 24,3 | 20,1 | 13,7 | 2,9  | −7,2  | −13,4 | 3,9  |
| Средняя температура, °C                                                 | −20,4 | −19,2 | −10,2 | −1,2  | 7,2   | 15,0 | 18,2 | 14,5 | 8,6  | −0,6 | −11,2 | −17,9 | −1,4 |
| Средний суточный минимум, °C                                            | −25   | −24,5 | −16,4 | −6,8  | 1,3   | 8,9  | 12,2 | 9,0  | 3,6  | −4,1 | −15,1 | −22,3 | −5,9 |
| Абсолютный минимум, °C                                                  | −48   | −46,1 | −38   | −31,8 | −14,2 | −4,8 | 1,6  | −2   | −8,7 | −30  | −46,6 | −51   | −51  |
| Норма осадков, мм                                                       | 25    | 17    | 17    | 26    | 47    | 59   | 72   | 71   | 50   | 47   | 36    | 28    | 495  |
| Источник: Абсолютные минимумы и максимумы, Средние температуры и осадки |       |       |       |       |       |      |      |      |      |      |       |       |      |

## История
Село Парабель возникло в 1600 году вокруг церкви, которая была центром нескольких уже существовавших русских старожильческих (чалдонских) деревень.

## Население
| 1920  | 1939  | 1952  | 1959  | 1970  | 1979  | 1989  | 2002  | 2010  |
| ----- | ----- | ----- | ----- | ----- | ----- | ----- | ----- | ----- |
| 205   | ↗1750 | ↗2972 | ↗4349 | ↗4538 | ↗5351 | ↗6944 | ↘6209 | ↘6096 |
| 2012  | 2013  | 2014  | 2015  | 2021  |       |       |       |       |
| ↘6018 | ↗6044 | ↗6070 | ↗6116 | ↘5907 |       |       |       |       |

## Инфраструктура
Сегодня в Парабели 46 улиц и 12 переулков, общая протяжённость которых составляет около 40 километров. На территории села действуют Парабельский филиал Томского политехнического техникума, одна средняя школа, гимназия, четыре детских сада, приют, детская школа искусств и районная больница.

## Транспорт
Речной порт. Через Парабель проходят магистральные нефтепровод Александровское — Анжеро-Судженск и газопровод Нижневартовск — Кузбасс, ведётся строительство северной широтной автодороги.
В Парабели работают два внутрисельских автобусных маршрута и 5 внутрирайонных в более отдалённые сёла, один из них зимний.

## Культура
- Дом культуры
- Межпоселенческая библиотека Парабельского района
- Муниципальный музей Парабельского района
- Музей боевой и трудовой славы им. И.М. Деменина
- Дом художественных промыслов и национальных ремёсел КМНС (ранее — картинная галерея)

Ежегодно, в международный день коренных народов мира, в селе Парабель и вблизи него, на живописном берегу озера Оськино, проводится ежегодный фестиваль коренных малочисленных народов Севера «Этюды Севера». Впервые фестиваль с названием «Все юрты в гости к нам» состоялся в 2003 году на стадионе села, где собрались селькупы Парабельского района и жители близлежащих северных территорий. В последующие годы фестиваль с названием «Легенды Севера» стал проводиться только у озера. В 2006 году фестиваль обрёл статус регионального, а в 2009 году впервые был разделён на две части: театрализованный концерт — на стадионе села, а национальные состязания и угощение — на Оськином озере. Постоянный участник всех фестивалей — селькупский ансамбль этнической песни и танца «Варг кара», созданный в 1995 году при районном доме культуры.
С 1994 по 2010 год при доме детского творчества велось преподавание нарымского диалекта южноселькупского языка.
С 2004 года в селе проходит рок-фестиваль «Ступени». В 2007 году в нём участвовало десять групп, шесть из которых томские.

## Спорт
В Парабели действует детско-юношеская спортивная школа.
В конце января 2005 года на въезде в село Парабель была открыта новая лыжная база.
21 марта 2008 года открыт крытый ледовый корт.
Летом 2019 года был перестроен парабельский стадион.

## Русская православная церковь
25 февраля 2006 года в селе был освящён православный храм Преображения Господня.

## Достопримечательности
- 9 мая 1976 года в селе был установлен памятник воинам-землякам, погибшим на фронтах Великой Отечественной войны, работы томского скульптора Л. Л. Майорова.
- 22 июня 2005 года был открыт памятник парабельцам, погибшим при исполнении воинского долга в локальных конфликтах в мирное время.
- 26 августа 2005 года у здания музея боевой и трудовой славы имени И. М. Деменина (бывшего районного НКВД) установлен памятник—стела раскулаченным и ссыльным на Парабельской земле работы скульптора Л. Л. Майорова.
- Село Парабель упомянуто известным сибирским писателем Георгием Марковым в известном романе «Сибирь».